# Vilarzèl de Rasés
Vilarzèl de Rasés (en francès Villarzel-du-Razès) és un municipi francès situat al departament de l'Aude i a la regió d'Occitània.